# Destan Bajselmani
Destan Bajselmani, né le 13 mars 1999 à Enschede, est un footballeur international kosovar qui évolue au poste d'arrière droit au PEC Zwolle.

## Biographie
Bajselmani est né à Enschede dans l'Overijssel, aux Pays-Bas, de parents originaires du Kosovo.

### Carrière en club
Bajselmani a commencé sa formation footballistique au FC Twente, avant de rejoindre le PEC Zwolle en 2015.
Il fait ses débuts professionnel avec le club zwollois le 5 octobre 2019, remplaçant un Gustavo Hamer blessé, à la 33e minute d'une défaite 1-0 à l'extérieur en Eredivisie contre le Heerenveen. Il signe son premier contrat professionnel avec le PEC dans la foulée de cette première saison professionnelle, le 12 juin 2020, se liant ainsi au club pour deux saisons supplémentaires,.

### Carrière en sélection
Bajselmani est convoqué une première fois en équipe du Kosovo le 25 mai 2021, pour les matchs amicaux contre Saint-Marin et Malte, puis ceux contre la Guinée et la Gambie.
Il fait ainsi ses débuts le 1er juin 2021, titularisé sur le côté droit de la défense contre l'équipe de Saint-Marin.